# Paranoia (film fra 2007)
 For alternative betydninger, se Paranoia (flertydig). (Se også artikler, som begynder med Paranoia)
Paranoia er en dansk kortfilm fra 2007 instrueret af Jesper Troelstrup efter eget manuskript.

## Handling
I en lejlighed et sted i København er en arabisk udseende ung mand i gang med at lægge nogle ledninger og en bombe-lignende genstand ned i sin rygsæk. Samtidig hører han med et tomt forstenet blik radionyhederne, der fortæller om den seneste udvikling i Muhammed-krisen. Med rygsækken forlader han i hast lejligheden. Har den unge indvandrer efterhånden fået nok af den danske fremmedfjendskhed og intolerance, og er han nu på vej ud for at gå til yderligheder, for at gøre det vi alle har frygtet?

## Medvirkende
- Lars Lippert, Tuncay
- Julie R. Ølgaard, Tuncays forlovede